# Pilemostoma fastuosa
Pilemostoma fastuosa är en skalbaggsart som först beskrevs av Johann Gottlieb Schaller 1783.  Pilemostoma fastuosa ingår i släktet Pilemostoma, och familjen bladbaggar. Enligt den svenska rödlistan är arten starkt hotad i Sverige. Arten förekommer på Gotland. Artens livsmiljö är jordbrukslandskap, våtmarker.